# 2011-es Formula–1 abu-dzabi nagydíj
Az abu-dzabi nagydíj volt a 2011-es Formula–1 világbajnokság tizennyolcaik futama, amelyet 2011. november 11. és november 13. között rendeztek meg az Egyesült Arab Emírségekbeli Yas Island Circuit-en.

## Szabadedzések

### Első szabadedzés
Az abu-dzabi nagydíj első szabadedzését november 11-én, pénteken délelőtt tartották.
| Helyezés | Versenyző          | Csapat/Motor         | Elért idő  | Különbség | Futott kör |
| -------- | ------------------ | -------------------- | ---------- | --------- | ---------- |
| 1        | Jenson Button      | McLaren-Mercedes     | 1:40,263   | −         | 21         |
| 2        | Mark Webber        | Red Bull-Renault     | 1:40,389   | +0,126    | 26         |
| 3        | Lewis Hamilton     | McLaren-Mercedes     | 1:40,403   | +0,140    | 27         |
| 4        | Sebastian Vettel   | Red Bull-Renault     | 1:40,755   | +0,492    | 27         |
| 5        | Fernando Alonso    | Ferrari              | 1:40,801   | +0,538    | 25         |
| 6        | Felipe Massa       | Ferrari              | 1:41,260   | +0,997    | 17         |
| 7        | Adrian Sutil       | Force India-Mercedes | 1:41,340   | +1,077    | 23         |
| 8        | Nico Rosberg       | Mercedes             | 1:42,130   | +1,867    | 26         |
| 9        | Paul di Resta      | Force India-Mercedes | 1:42,151   | +1,888    | 28         |
| 10       | Jaime Alguersuari  | Toro Rosso-Ferrari   | 1:42,377   | +2,114    | 26         |
| 11       | Jean-Éric Vergne   | Toro Rosso-Ferrari   | 1:42,633   | +2,370    | 26         |
| 12       | Romain Grosjean    | Renault              | 1:42,685   | +2,422    | 29         |
| 13       | Vitalij Petrov     | Renault              | 1:43,118   | +2,855    | 13         |
| 14       | Pastor Maldonado   | Williams-Cosworth    | 1:43,255   | +2,992    | 29         |
| 15       | Michael Schumacher | Mercedes             | 1:43,389   | +3,126    | 24         |
| 16       | Sergio Pérez       | Sauber-Ferrari       | 1:44,412   | +4,149    | 28         |
| 17       | Kobajasi Kamui     | Sauber-Ferrari       | 1:44,484   | +4,221    | 18         |
| 18       | Heikki Kovalainen  | Lotus-Renault        | 1:44,565   | +4,302    | 27         |
| 19       | Jarno Trulli       | Lotus-Renault        | 1:44,898   | +4,635    | 25         |
| 20       | Vitantonio Liuzzi  | HRT-Cosworth         | 1:46,385   | +6,122    | 28         |
| 21       | Daniel Ricciardo   | HRT-Cosworth         | 1:46,532   | +6,269    | 27         |
| 22       | Timo Glock         | Virgin-Cosworth      | 1:48,024   | +7,761    | 20         |
| 23       | Robert Wickens     | Virgin-Cosworth      | 1:48,551   | +8,288    | 23         |
| 24       | Rubens Barrichello | Williams-Cosworth    | idő nélkül |           | 3          |

### Második szabadedzés
Az abu-dzabi nagydíj második szabadedzését november 11-én, pénteken délután tartották.
| Helyezés | Versenyző          | Csapat/Motor         | Elért idő | Különbség | Futott kör |
| -------- | ------------------ | -------------------- | --------- | --------- | ---------- |
| 1        | Lewis Hamilton     | McLaren-Mercedes     | 1:39,586  | −         | 31         |
| 2        | Jenson Button      | McLaren-Mercedes     | 1:39,785  | +0,199    | 30         |
| 3        | Fernando Alonso    | Ferrari              | 1:39,971  | +0,385    | 20         |
| 4        | Felipe Massa       | Ferrari              | 1:39,980  | +0,394    | 34         |
| 5        | Mark Webber        | Red Bull-Renault     | 1:40,104  | +0,518    | 35         |
| 6        | Sebastian Vettel   | Red Bull-Renault     | 1:40,132  | +0,546    | 26         |
| 7        | Michael Schumacher | Mercedes             | 1:40,553  | +0,967    | 34         |
| 8        | Adrian Sutil       | Force India-Mercedes | 1:40,951  | +1,365    | 34         |
| 9        | Paul di Resta      | Force India-Mercedes | 1:41,021  | +1,435    | 37         |
| 10       | Kobajasi Kamui     | Sauber-Ferrari       | 1:41,490  | +1,904    | 34         |
| 11       | Sergio Pérez       | Sauber-Ferrari       | 1:41,565  | +1,979    | 34         |
| 12       | Sébastien Buemi    | Toro Rosso-Ferrari   | 1:41,680  | +2,094    | 33         |
| 13       | Vitalij Petrov     | Renault              | 1:41,947  | +2,361    | 31         |
| 14       | Jaime Alguersuari  | Toro Rosso-Ferrari   | 1:41,983  | +2,397    | 34         |
| 15       | Bruno Senna        | Renault              | 1:42,369  | +2,783    | 36         |
| 16       | Rubens Barrichello | Williams-Cosworth    | 1:42,798  | +3,212    | 35         |
| 17       | Pastor Maldonado   | Williams-Cosworth    | 1:42,910  | +3,324    | 34         |
| 18       | Heikki Kovalainen  | Lotus-Renault        | 1:43,562  | +3,976    | 36         |
| 19       | Jarno Trulli       | Lotus-Renault        | 1:44,050  | +4,464    | 38         |
| 20       | Nico Rosberg       | Mercedes             | 1:44,265  | +4,679    | 41         |
| 21       | Timo Glock         | Virgin-Cosworth      | 1:45,486  | +5,900    | 34         |
| 22       | Jérôme d’Ambrosio  | Virgin-Cosworth      | 1:46,142  | +6,556    | 32         |
| 23       | Vitantonio Liuzzi  | HRT-Cosworth         | 1:46,249  | +6,663    | 21         |
| 24       | Daniel Ricciardo   | HRT-Cosworth         | 1:46,328  | +6,742    | 34         |

### Harmadik szabadedzés
Az abu-dzabi nagydíj harmadik szabadedzését november 12-én, szombaton délelőtt tartották.
| Helyezés | Versenyző          | Csapat/Motor         | Elért idő  | Különbség | Futott kör |
| -------- | ------------------ | -------------------- | ---------- | --------- | ---------- |
| 1        | Lewis Hamilton     | McLaren-Mercedes     | 1:38,976   | −         | 17         |
| 2        | Sebastian Vettel   | Red Bull-Renault     | 1:39,403   | +0,427    | 18         |
| 3        | Mark Webber        | Red Bull-Renault     | 1:39,427   | +0,451    | 18         |
| 4        | Jenson Button      | McLaren-Mercedes     | 1:39,429   | +0,453    | 16         |
| 5        | Fernando Alonso    | Ferrari              | 1:39,661   | +0,685    | 16         |
| 6        | Nico Rosberg       | Mercedes             | 1:40,135   | +1,159    | 19         |
| 7        | Felipe Massa       | Ferrari              | 1:40,183   | +1,207    | 18         |
| 8        | Adrian Sutil       | Force India-Mercedes | 1:40,429   | +1,453    | 21         |
| 9        | Paul di Resta      | Force India-Mercedes | 1:40,511   | +1,535    | 19         |
| 10       | Michael Schumacher | Mercedes             | 1:40,938   | +1,962    | 18         |
| 11       | Bruno Senna        | Renault              | 1:41,509   | +2,533    | 21         |
| 12       | Kobajasi Kamui     | Sauber-Ferrari       | 1:41,527   | +2,551    | 21         |
| 13       | Sergio Pérez       | Sauber-Ferrari       | 1:41,566   | +2,590    | 20         |
| 14       | Vitalij Petrov     | Renault              | 1:41,594   | +2,618    | 18         |
| 15       | Sébastien Buemi    | Toro Rosso-Ferrari   | 1:41,622   | +2,646    | 18         |
| 16       | Jaime Alguersuari  | Toro Rosso-Ferrari   | 1:41,855   | +2,879    | 18         |
| 17       | Pastor Maldonado   | Williams-Cosworth    | 1:42,025   | +3,049    | 19         |
| 18       | Heikki Kovalainen  | Lotus-Renault        | 1:43,409   | +4,433    | 22         |
| 19       | Rubens Barrichello | Williams-Cosworth    | 1:43,861   | +4,885    | 5          |
| 20       | Timo Glock         | Virgin-Cosworth      | 1:45,262   | +6,286    | 23         |
| 21       | Vitantonio Liuzzi  | HRT-Cosworth         | 1:45,302   | +6,326    | 20         |
| 22       | Jérôme d’Ambrosio  | Virgin-Cosworth      | 1:45,509   | +6,533    | 22         |
| 23       | Daniel Ricciardo   | HRT-Cosworth         | 1:45,732   | +6,756    | 20         |
| 24       | Jarno Trulli       | Lotus-Renault        | idő nélkül |           | 1          |

## Időmérő edzés
Az abu-dzabi nagydíj időmérő edzését november 12-én, szombaton futották.
| 1                     | Sebastian Vettel   | Red Bull-Renault     | 1:40,478   | 1:38,516 | 1:38,481   |
| 2                     | Lewis Hamilton     | McLaren-Mercedes     | 1:39,782   | 1:38,434 | 1:38,622   |
| 3                     | Jenson Button      | McLaren-Mercedes     | 1:40,227   | 1:39,097 | 1:38,631   |
| 4                     | Mark Webber        | Red Bull-Renault     | 1:40,167   | 1:38,821 | 1:38,858   |
| 5                     | Fernando Alonso    | Ferrari              | 1:41,380   | 1:39,058 | 1:39,058   |
| 6                     | Felipe Massa       | Ferrari              | 1:41,592   | 1:39,623 | 1:39,695   |
| 7                     | Nico Rosberg       | Mercedes             | 1:41,120   | 1:39,420 | 1:39,773   |
| 8                     | Michael Schumacher | Mercedes             | 1:42,605   | 1:40,554 | 1:40,662   |
| 9                     | Adrian Sutil       | Force India-Mercedes | 1:40,595   | 1:40,205 | 1:40,768   |
| 10                    | Paul di Resta      | Force India-Mercedes | 1:41,064   | 1:40,414 | idő nélkül |
| 11                    | Sergio Pérez       | Sauber-Ferrari       | 1:41,311   | 1:40,874 |            |
| 12                    | Vitalij Petrov     | Renault              | 1:40,955   | 1:40,919 |            |
| 13                    | Sébastien Buemi    | Toro Rosso-Ferrari   | 1:41,737   | 1:41,009 |            |
| 14                    | Bruno Senna        | Renault              | 1:41,391   | 1:41,079 |            |
| 15                    | Jaime Alguersuari  | Toro Rosso-Ferrari   | 1:41,386   | 1:41,162 |            |
| 16                    | Kobajasi Kamui     | Sauber-Ferrari       | 1:41,613   | 1:41,240 |            |
| 17                    | Pastor Maldonado*  | Williams-Cosworth    | 1:42,258   | 1:41,760 |            |
| 18                    | Heikki Kovalainen  | Lotus-Renault        | 1:42,979   |          |            |
| 19                    | Jarno Trulli       | Lotus-Renault        | 1:43,884   |          |            |
| 20                    | Timo Glock         | Virgin-Cosworth      | 1:44,515   |          |            |
| 21                    | Daniel Ricciardo   | HRT-Cosworth         | 1:44,641   |          |            |
| 22                    | Jérôme d’Ambrosio  | Virgin-Cosworth      | 1:44,699   |          |            |
| 23                    | Vitantonio Liuzzi  | HRT-Cosworth         | 1:45,159   |          |            |
| 107%-os idő: 1:46.766 |                    |                      |            |          |            |
| 24                    | Rubens Barrichello | Williams-Cosworth    | idő nélkül |          |            |

* Maldonado tízhelyes rajtbüntetést kapott motorcsere miatt, mivel ez már a szezonban a kilencedik erőforrása amit használt.

## Futam
Az abu-dzabi nagydíj futama november 13-án, vasárnap rajtolt.
| helyezés | rajtszám | versenyző          | csapat/motor         | futott kör | idő/kiesés oka  | rajthely | pont |
| -------- | -------- | ------------------ | -------------------- | ---------- | --------------- | -------- | ---- |
| 1        | 3        | Lewis Hamilton     | McLaren-Mercedes     | 55         | 1:37:11,886     | 2        | 25   |
| 2        | 5        | Fernando Alonso    | Ferrari              | 55         | +8,457          | 5        | 18   |
| 3        | 4        | Jenson Button      | McLaren-Mercedes     | 55         | +25,871         | 3        | 15   |
| 4        | 2        | Mark Webber        | Red Bull-Renault     | 55         | +35,784         | 4        | 12   |
| 5        | 6        | Felipe Massa       | Ferrari              | 55         | +50,578         | 6        | 10   |
| 6        | 8        | Nico Rosberg       | Mercedes             | 55         | +52,317         | 7        | 8    |
| 7        | 7        | Michael Schumacher | Mercedes             | 55         | +1:15,964       | 8        | 6    |
| 8        | 14       | Adrian Sutil       | Force India-Mercedes | 55         | +1:17,122       | 9        | 4    |
| 9        | 15       | Paul di Resta      | Force India-Mercedes | 55         | +1:41,087       | 10       | 2    |
| 10       | 16       | Kobajasi Kamui     | Sauber-Ferrari       | 54         | +1 kör          | 16       | 1    |
| 11       | 17       | Sergio Pérez       | Sauber-Ferrari       | 54         | +1 kör          | 11       |      |
| 12       | 11       | Rubens Barrichello | Williams-Cosworth    | 54         | +1 kör          | 24       |      |
| 13       | 10       | Vitalij Petrov     | Renault              | 54         | +1 kör          | 12       |      |
| 14       | 12       | Pastor Maldonado   | Williams-Cosworth    | 54         | +1 kör          | 23       |      |
| 15       | 19       | Jaime Alguersuari  | Toro Rosso-Ferrari   | 54         | +1 kör          | 15       |      |
| 16       | 9        | Bruno Senna        | Renault              | 54         | +1 kör          | 14       |      |
| 17       | 20       | Heikki Kovalainen  | Lotus-Renault        | 54         | +1 kör          | 17       |      |
| 18       | 21       | Jarno Trulli       | Lotus-Renault        | 53         | +2 kör          | 18       |      |
| 19       | 24       | Timo Glock         | Virgin-Cosworth      | 53         | +2 kör          | 19       |      |
| 20       | 23       | Vitantonio Liuzzi  | HRT-Cosworth         | 53         | +2 kör          | 22       |      |
| ki       | 22       | Daniel Ricciardo   | HRT-Cosworth         | 48         | elektromos hiba | 20       |      |
| ki       | 18       | Sébastien Buemi    | Toro Rosso-Ferrari   | 19         | hidraulika      | 13       |      |
| ki       | 25       | Jérôme d’Ambrosio  | Virgin-Cosworth      | 18         | fékhiba         | 21       |      |
| ki       | 1        | Sebastian Vettel   | Red Bull-Renault     | 1          | defekt          | 1        |      |

## A világbajnokság állása a verseny után
| H   | Versenyzők         | Pont | H   | Konstruktőrök        | Pont |
| --- | ------------------ | ---- | --- | -------------------- | ---- |
| 1.  | Sebastian Vettel   | 374  | 1.  | Red Bull-Renault     | 607  |
| 2.  | Jenson Button      | 255  | 2.  | McLaren-Mercedes     | 482  |
| 3.  | Fernando Alonso    | 245  | 3.  | Ferrari              | 353  |
| 4.  | Mark Webber        | 233  | 4.  | Mercedes GP          | 159  |
| 5.  | Lewis Hamilton     | 227  | 5.  | Renault              | 72   |
| 6.  | Felipe Massa       | 108  | 6.  | Force India-Mercedes | 57   |
| 7.  | Nico Rosberg       | 83   | 7.  | Sauber-Ferrari       | 42   |
| 8.  | Michael Schumacher | 76   | 8.  | Toro Rosso-Ferrari   | 41   |
| 9.  | Vitalij Petrov     | 36   | 9.  | Williams-Cosworth    | 5    |
| 10. | Nick Heidfeld      | 34   | 10. | Lotus-Renault        | 0    |

(A teljes táblázat)

## Statisztikák
Vezető helyen:
- Lewis Hamilton : 51 kör (1-16 / 18-40 / 44-55)
- Mark Webber : 1 kör (17)
- Fernando Alonso : 3 kör (41-43)

Lewis Hamilton 17. győzelme, Sebastian Vettel 29. pole pozíciója, Mark Webber 12. leggyorsabb köre.
- McLaren 175. győzelme.